# 千葉県道224号袖ケ浦停車場線
千葉県道224号袖ケ浦停車場線（ちばけんどう224ごう そでがうらていしゃじょうせん）は、千葉県袖ケ浦市の内房線袖ケ浦駅と千葉県道87号袖ケ浦中島木更津線交点を結ぶ一般県道。

## 路線データ
- 起点：袖ケ浦市奈良輪（内房線袖ケ浦駅）
- 終点：袖ケ浦市奈良輪（袖ケ浦駅入口、千葉県道87号袖ケ浦中島木更津線交点）
- 総延長：0.170 km（君津土木事務所管内：0.170 km[1]）
- 重用延長：なし（君津土木事務所管内：0.0 km）
- 実延長：0.170 km（君津土木事務所管内：0.170 km[1]）

## 交差する道路
- 千葉県道87号袖ケ浦中島木更津線（終点）